# Campo semantico
Per campo semantico si intende, in linguistica, l'area di significato coperta da una parola o da un gruppo di parole in stretta relazione di significato.. Questo è possibile per esempio quando due parole condividono almeno una proprietà semantica.
Ad esempio, il campo semantico di una parola come fiume comprenderà parole affini come ruscello, sponda, inondazione, fonte, sorgente, affluente, foce, delta, estuario e simili: queste parole, tutte della stessa classe, devono avere in comune almeno una minima parte di significato per appartenere allo stesso campo semantico. Queste si troveranno spesso in speciali relazioni di significato tra di loro.
Una parola può ad esempio includere il significato dell'altra. Si avrà allora il fenomeno dell'iponimia. La parola torrente contiene ad esempio tutte le caratteristiche (tratti distintivi) dell'espressione corso d'acqua, più altri ancora (non particolarmente grande, variabile nel tempo eccetera). Diremo allora che corso d'acqua è un iperonimo di torrente, ruscello, fiume ed altri. Questi ultimi sono a loro volta iponimi di corso d'acqua. Secondo alcune teorie, è  il solo rapporto di iperonimia a stabilire un campo semantico.
È impossibile stabilire con rigore assoluto quali parole appartengano o meno ad un campo semantico, dato che l'area di significati può essere soggettiva e cambiare di epoca in epoca o da una comunità linguistica all'altra, o semplicemente da un costrutto teorico semantico all'altro (basato su componenti di significato, oppure su prototipi).
Al campo semantico della città potranno rispondere parole come comune o insediamento e innumerevoli altre.